# Moraro
Moraro es una localidad y comune italiana de la provincia de Gorizia, región de Friuli-Venecia Julia, con 773 habitantes.

## Evolución demográfica
| Gráfica de evolución demográfica de Moraro entre 1861 y 2001 |
|                                                              |
| Fuente ISTAT - elaboración gráfica de Wikipedia              |